# Inglaterra en la Copa Mundial de Rugby de 2011

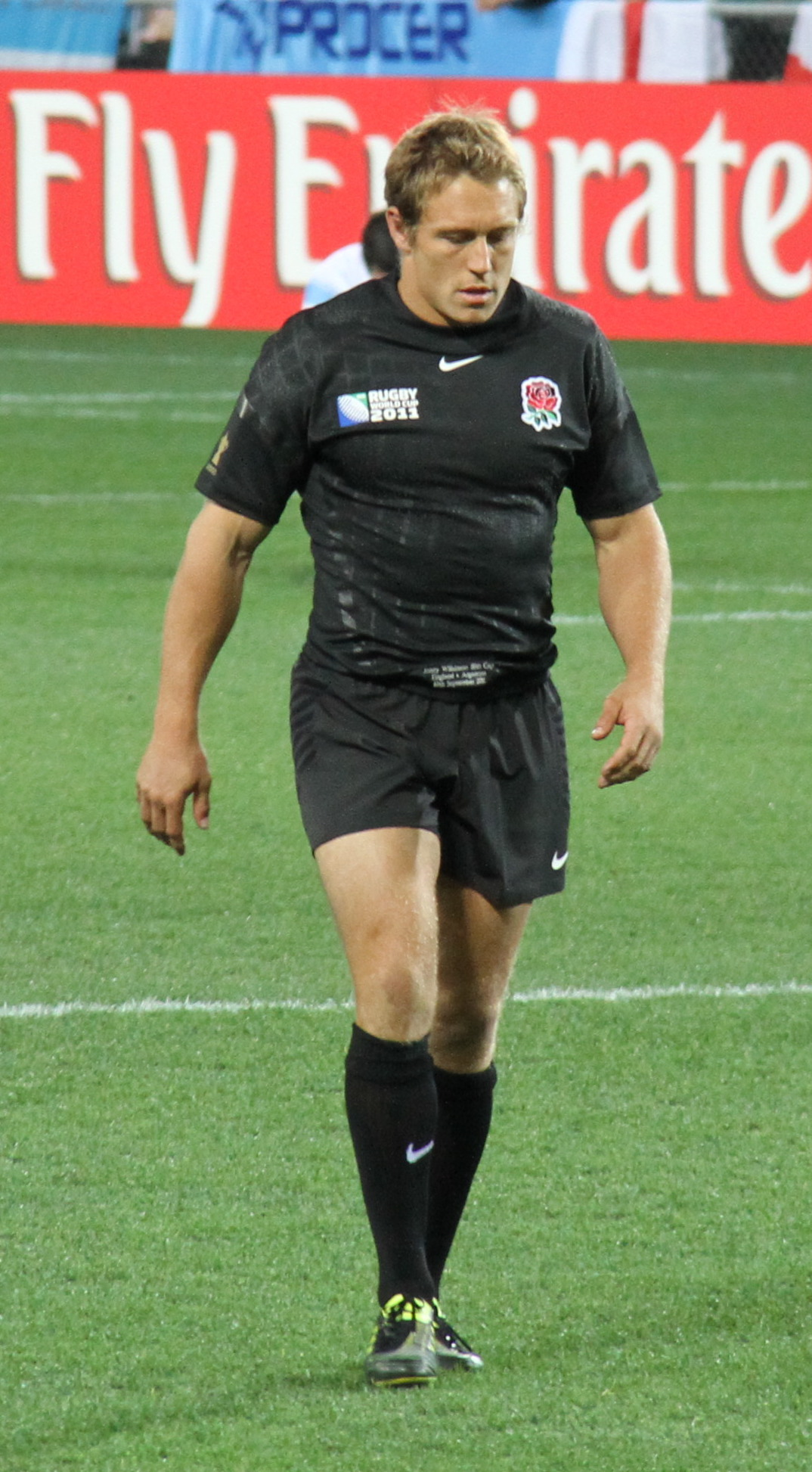
Fue el último mundial de la estrella Wilkinson.

La Rosa fue una de las 20 naciones participantes de la Copa Mundial de Rugby de 2011, que se celebró por segunda vez en Nueva Zelanda.
Inglaterra llegó campeona del Torneo de las Seis Naciones 2011 y subcampeona de Francia 2007, ergo esperaba alcanzar las semifinales y se frustró cuando enfrentaron al eventual segundo en los cuartos.

## Plantel
Johnson (41 años) fue el entrenador en jefe y recibió muchas críticas porque no había dirigido a ningún equipo nunca, pero la victoria en el Torneo de las Seis Naciones las redujo. Lamentó no poder seleccionar al lesionado Mathew Tait, además su etapa coincidió con un recambio generacional y por ello su convocatoria tuvo muchos debutantes en la Copa del Mundo.
Los partidos de prueba son hasta antes del inicio del mundial y las edades corresponden al último partido de Inglaterra, el 23 de octubre de 2011.
|                            | Jugador              | Edad    | Posición      | Tests | Equipo                |
| -------------------------- | -------------------- | ------- | ------------- | ----- | --------------------- |
| Hookers y Pilares          |                      |         |               |       |                       |
| 3                          | Dan Cole             | 24 años | Pilar         | 17    | Leicester Tigers      |
|                            | Alex Corbisiero      | 23 años | Pilar         | 6     | London Irish          |
|                            | Dylan Hartley        | 25 años | Hooker        | 29    | Northampton Saints    |
|                            | Lee Mears            | 32 años | Hooker        | 37    | Bath Rugby            |
| 1                          | Matt Stevens         | 29 años | Pilar         | 34    | Saracens              |
| 2                          | Steve Thompson       | 33 años | Hooker        | 67    | Wasps RFC             |
|                            | David Wilson         | 26 años | Pilar         | 18    | Bath Rugby            |
| Segundas líneas            |                      |         |               |       |                       |
| 4                          | Louis Deacon         | 31 años | Segunda línea | 24    | Leicester Tigers      |
|                            | Courtney Lawes       | 22 años | Segunda línea | 9     | Northampton Saints    |
| 5                          | Tom Palmer           | 32 años | Segunda línea | 27    | Stade Français Paris  |
|                            | Simon Shaw           | 38 años | Segunda línea | 67    | Rugby Club Toulonnais |
| Alas y Octavos             |                      |         |               |       |                       |
| 6                          | Tom Croft            | 25 años | Ala           | 25    | Leicester Tigers      |
| 8                          | Nick Easter          | 33 años | Octavo        | 44    | Harlequins FC         |
|                            | James Haskell        | 26 años | Ala           | 36    | Black Rams Tokyo      |
| 7                          | Lewis Moody          | 33 años | Ala           | 67    | Bath Rugby            |
|                            | Thomas Waldrom       | 28 años | Octavo        | 0     | Leicester Tigers      |
|                            | Tom Wood             | 24 años | Ala           | 7     | Northampton Saints    |
| Medios scrums              |                      |         |               |       |                       |
|                            | Joe Simpson          | 23 años | Medio scrum   | 0     | Wasps RFC             |
|                            | Richard Wigglesworth | 28 años | Medio scrum   | 7     | Saracens              |
| 9                          | Ben Youngs           | 22 años | Medio scrum   | 12    | Leicester Tigers      |
| Aperturas y Centros        |                      |         |               |       |                       |
|                            | Toby Flood           | 26 años | Apertura      | 41    | Leicester Tigers      |
|                            | Shontayne Hape       | 30 años | Centro        | 12    | London Irish          |
| 12                         | Mike Tindall         | 33 años | Centro        | 71    | Gloucester Rugby      |
| 13                         | Manu Tuilagi         | 20 años | Centro        | 1     | Leicester Tigers      |
| 10                         | Jonny Wilkinson      | 32 años | Apertura      | 10    | Rugby Club Toulonnais |
| Fullbacks y Wings          |                      |         |               |       |                       |
| 11                         | Delon Armitage       | 27 años | Wing          | 21    | London Irish          |
| 14                         | Chris Ashton         | 24 años | Wing          | 12    | Northampton Saints    |
|                            | Matt Banahan         | 24 años | Wing          | 13    | Bath Rugby            |
|                            | Mark Cueto           | 31 años | Fullback      | 52    | Sale Sharks           |
| 15                         | Ben Foden            | 26 años | Fullback      | 16    | Northampton Saints    |
| Entrenador: Martin Johnson |                      |         |               |       |                       |

## Participación

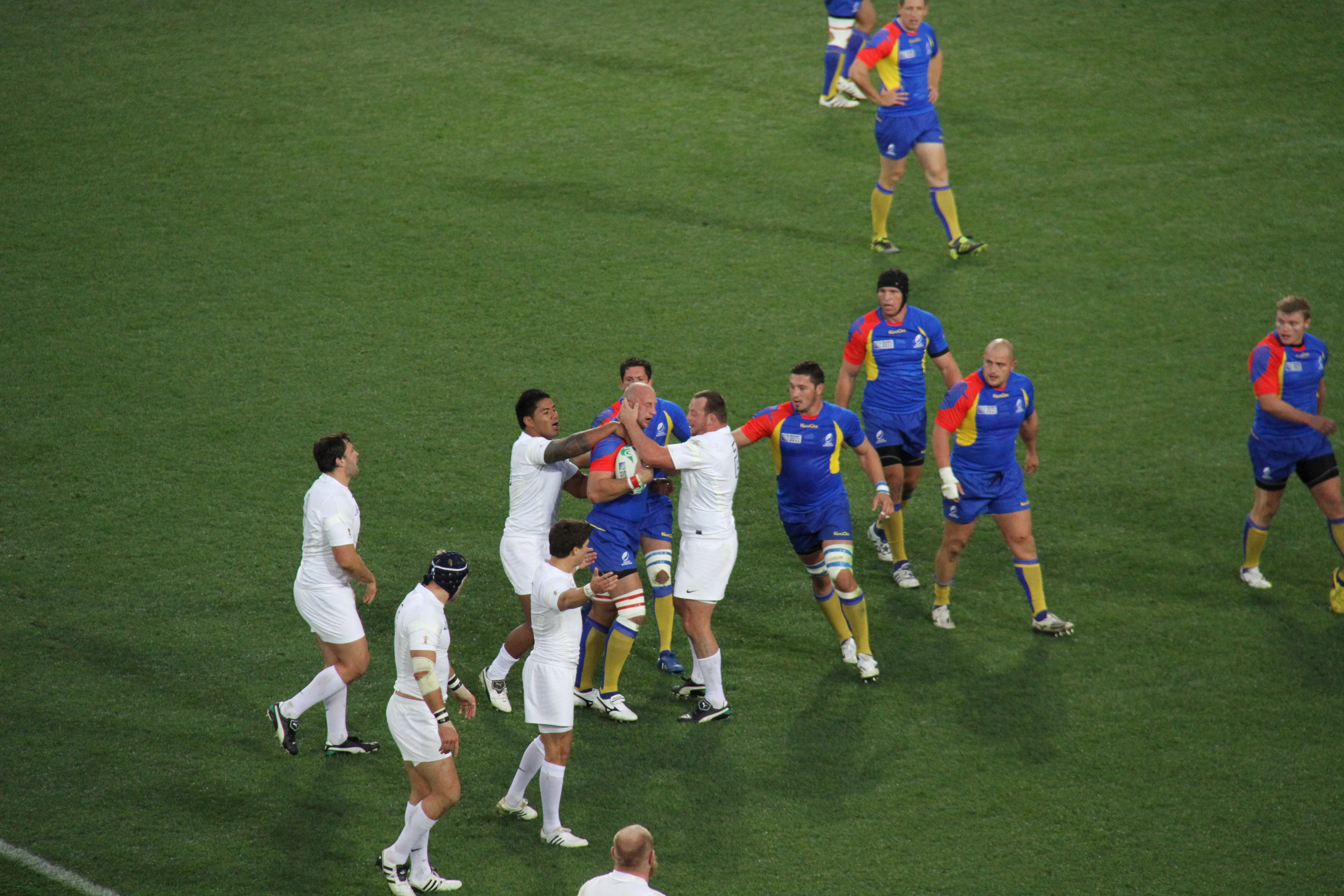
Ante Rumania por la tercera prueba, triunfo 67–3.

La Rosa integró el Grupo B con Georgia, por primera vez con el XV del Cardo, Rumania y los Pumas.
El debut ante Argentina era el duelo clave ya que comprometía la clasificación directa, dirigida por Santiago Phelan y sus representados: Mario Ledesma, Patricio Albacete, el destacado Juan Leguizamón, Nicolás Vergallo, el capitán Felipe Contepomi y Horacio Agulla. En una durísima y disputada prueba, los sudamericanos merecieron llevarse la victoria tras mandar en el marcador durante la mayor parte del encuentro, pero acabaron sucumbiendo tras un try de Youngs a falta de 15 minutos.
La última jornada vio el clásico contra Escocia, definía la eliminación y el inglés Andy Robinson diagramó: Allan Jacobsen, el capitán Alastair Kellock, John Barclay, la estrella Mike Blair, Dan Parks y el veterano Chris Paterson. Iban perdiendo hasta el minuto 78 y entonces Ashton marcó el try de la agónica victoria.

### Fase final
Los cuartos vio un nuevo capítulo de Le Crunch frente su clásico rival Les Bleus, del técnico Marc Lièvremont quien formó a Nicolas Mas, Lionel Nallet, el capitán Thierry Dusautoir, Dimitri Yachvili, la estrella Aurélien Rougerie y Vincent Clerc. Francia salió determinada a ganar y sorprendió a los ingleses, yéndose al descanso 16–0 arriba y siendo irreversible en el marcador.
| 8 de octubre de 2011 | Inglaterra                                         | 12–19 (0-16) | Francia                                                                 | Eden Park, Auckland                                     |                                                         |
| 20:30                | Tries Foden 55' Cueto 77' Conversión Wilkinson 56' | Reporte      | Tries 22' Clerc 31' Médard Penales 11', 16' Yachvili Drop 73' Trinh-Duc | Asistencia: 49.105 espectadores Árbitro(s): Steve Walsh | Asistencia: 49.105 espectadores Árbitro(s): Steve Walsh |